# Danny Winkler
Danny Winkler (* 16. August 1973 in Mannheim) ist ein deutscher Fußballtrainer und ehemaliger Fußballspieler. Im Laufe seiner Spielerkarriere spielte der 1,87 m große Stürmer siebenmal in der deutschen Bundesliga und 89-mal in der zweiten Liga.

## Karriere
Danny Winkler wurde in Mannheim geboren und wuchs dort auf. In seiner Jugend spielte er bei den Stadtteilvereinen MFC 08 Lindenhof und VfL Neckarau, ehe er sich 1988 der Jugendabteilung des damaligen Bundesligisten SV Waldhof Mannheim anschloss. In der Rückrunde der Saison 1991/92 wurde der Stürmer auch in der Profimannschaft unter Trainer Klaus Toppmöller eingesetzt, die mittlerweile in die zweite Liga abgestiegen war; sein Debüt feierte Winkler am 25. März 1992 beim 0:0-Remis der Mannheimer gegen den SC Freiburg, bei dem er in der Startaufstellung stand. Bis zum Saisonende absolvierte er noch vier weitere Spiele und stand dabei jedes Mal in der ersten Elf. In der folgenden Saison 1992/93 wurde er insgesamt zwölfmal eingesetzt.
Nach fünf Jahren im Verein verließ er die Mannheimer und wechselte zur Saison 1993/94 an die linke Seite des Rheins zum Oberligisten TSG Pfeddersheim aus Worms. Mit den Pfeddersheimern gewann Winkler zwei Mal den Südwestpokal, der zur Teilnahme an der ersten Runde des DFB-Pokals berechtigt. So wirkte er 1995 beim Spiel gegen Borussia Dortmund (3:4 n. E.) mit, in dem ihm in der Verlängerung der Ausgleich zum 1:1 gelang. In der Liga verpasste er mit dem Verein in dieser Saison den Aufstieg in die Regionalliga nur knapp.
Nach einer weiteren Saison in Worms-Pfeddersheim nahm er 1996 ein Angebot des Bundesligisten VfL Bochum an und wechselte ins Ruhrgebiet. In den nächsten zwei Jahren kam er dort aber nur auf insgesamt sieben Einsätze, wobei er jedes Mal lediglich in den Schlussphasen der Spiele eingewechselt wurde. Daher wechselte er zur Saison 1998/99 zu den Stuttgarter Kickers in die zweite Liga, wo er in den nächsten zwei Spielzeiten aber auch nur 16 Spiele absolvierte, in denen er drei Tore erzielte.
Im Sommer 2000 wechselte Winkler daher zur Eintracht Trier in die damals drittklassige Regionalliga. Unter Trainer Paul Linz wurde er dort zum Stammspieler und erzielte gleich in seinem ersten Jahr elf Tore in 34 Spielen. In der folgenden Saison 2001/02 konnte er die Zahl seiner Saisontore bei gleicher Anzahl absolvierter Spiele auf 15 steigern und leistete damit seinen Beitrag zum Aufstieg der Trierer in die zweite Bundesliga. In dieser spielte er mit den Trierern zwei Jahre, ehe er im Sommer 2004 zur TSG 1899 Hoffenheim in die Regionalliga wechselte. Nach 18 Spielen mit sieben Torerfolgen verletzte er sich und fiel die gesamte Rückrunde aus. Auch in der folgenden Saison 2005/06 absolvierte er kein Spiel.
Zum Ausklang seiner Karriere wechselte Winkler 2006 zurück in die Kurpfalz zum Verbandsligisten SV 98 Schwetzingen. Im Laufe der Saison 2006/07 beendete er seine aktive Karriere wegen einer schweren Knieverletzung. Seitdem war er als Co-Trainer der Schwetzinger tätig.
Zur Saison 2016/17 wurde er Trainer des Oberligisten SpVgg Neckarelz, nach nur drei Punkten aus den ersten acht Spielen wurde er gemeinsam mit seinem Co-Trainer Helmut Hofmann bereits wieder entlassen.